# Чогодарівська сільська територіальна громада
Чогодарівська сільська територіальна громада — територіальна громада в Березівському районі Одеської області України. Населення громади становить 2274 осіб, адміністративний центр — с. Чогодарівка. До складу входить 9 сіл.

## Історія формування громади
Громада утворена відповідно до Закону України «Про добровільне об'єднання територіальних громад» згідно рішення Одеської обласної ради від 21 серпня 2019 № 1039-VII внаслідок об'єднання двох сільських рад: Чогодарівської (села Чогодарівка, Валентинівка, Качулове) та Бранкованівської (села Бранкованове, Самійлівка). Населення ОТГ станом на 01.01.2020 становило 1478 осіб.
У період з серпня 2019 року до 17 липня 2020 року підпорядковувалась Ширяївському району, після ліквідації Ширяївського району була перепорядкована новоствореному Березівському району.
17 липня 2020 року до складу громади увійшла територія Малігонівської сільської ради, якій були підпорядковані 4 села. 
З приєднанням території Малігонівської сільради, Чогодаріська громада охопила південно-східні околиці селища Затишшя Роздільнянського району, що є територіями здебільшого демонтованих Ширяївської міжрайсільгоспхімії (вивезеного на утилізацію закордон складу отрутохімікатів), Ширяївського районного міжколгоспбуду та Затишанського асфальтного заводу. До 2002-го року території було обладнано під'їзними коліями, що у 1999-му — 2002-му роках були єдиними діючими залізничними коліями в Ширяївському районі.
Станом на 01.06.2021 громаду було визнано фінансово неспроможною.

## Склад громади
До складу громади входить 9 сіл:
- Бранкованове
- Валентинівка
- Володимирівка
- Качулове
- Копійкове
- Малігонове
- Машенька (де-факто незаселене з 2009-2011 року)
- Самійлівка
- Чогодарівка

## Географія
Гідрографічна сітка громади представлена річками Малий Куяльник, Середній Куяльник та їх незнаними притоками.
В громаді розташований ландшафтний заказник місцевого значення Чогодарівський.
Громадою проходить територіальна автомобільна дорога державного значення Т 1614.
На заході межує з Затишанською селищною (Роздільнянський район), на півночі з Захарівською селищною (Роздільнянський район) та Долинською сільською (Подільський район), на сході з Ширяївською селищною (Березівський район), на півдні з Цебриківською селищною (Роздільнянський район) громадами.